# سمیی
سمیی (به قزاقی: Семей، سەمەي)(تا ۲۰۰۸ سمیپالاتینسک Семипалатинск) شهری در استان قزاقستان شرقی کشور قزاقستان است که در سرشماری سال ۲۰۰۸ میلادی، ۳۱۲۱۳۶ نفر جمعیت داشته‌است و از سال ۱۷۸۲ میلادی به‌عنوان شهر شناخته می‌شده‌است.